# 张磊 (1933年)
张磊（1933年1月—2025年5月25日），男，祖籍河北束鹿，生于天津，中华人民共和国历史学家，广东省社会科学院原院长。主要从事孙中山思想和辛亥革命历史研究。

## 生平
1933年，张磊生于天津市。1948年，张磊在北平燕京大学附属中学参加民主青年同盟。1949年初，在中国人民解放军天津市军事管制委员会从事文教工作。1950年至1958年，在北京大学历史系攻读本科和中国近代史专业研究生课程。毕业后分配到中国科学院广州哲学社会科学研究所（广东省社会科学院前身），从事中国近代史研究。文化大革命期间，张磊因研究孙中山被批判。1981年，张磊所著的《孙中山思想研究》由中华书局出版，为中国大陆学者第一部系统研究孙中山思想的学术专著。1981年后，张磊历任广东省社会科学院历史研究所负责人、副院长兼研究生部主任、院长，广东省社会科学界联合会主席兼广东社会科学大学校长等职。1996年2月，受聘为广东省文史研究馆名誉馆员。
2025年5月25日10时30分在广州逝世。

## 荣誉
- 中国图书奖（1985年、1998年）
- 广东省第二届“五个一工程”奖（1997年）
- 广东省哲学社会科学优秀成果奖特别学术成就奖（2005年）

## 出版物
- 《孙中山思想研究》（中华书局，1981年）
- 《孙中山论》（广东人民出版社，1986年）
- 《世纪三伟人》（广东人民出版社，1998年）
- 《孙中山评传》（广州出版社，2000年）
- 《跨世纪的深思——历史、文化、人物》（广州出版社，2002年）
- 《民主革命先行者——孙中山》（广东人民出版社，2005年）
- 《张磊自选集》（广东人民出版社，2007年）